# Manfred Uedelhoven
Manfred Uedelhoven (* 6. April 1948 in Köln) ist ein deutscher Politiker der CDU. Er war von 1999 bis 2009 Bürgermeister der Stadt Troisdorf; sein Nachfolger war Klaus-Werner Jablonski.

## Werdegang
1970 begann Uedelhoven sein Studium der Rechtswissenschaften an der Universität Köln. 1975 legte er die erste juristische Staatsprüfung ab, 1979 das zweite Staatsexamen und wurde anschließend Regierungsrat in Köln. Der seit 1986 verwitwete Uedelhoven erhielt im Jahr 1987 seine Ernennung zum Sozialdezernenten in Troisdorf, wo er auch 1999 zum ersten hauptamtlichen Bürgermeister gewählt wurde.

## Kritik
2003 reiste Uedelhoven auf Einladung und Kosten von Eon Ruhrgas nach Norwegen, ein staatsanwaltliches Verfahren wurde gegen Geldbuße eingestellt. Eine weitere Strafanzeige wegen der Abbildung von Hakenkreuzen zu einer Ausstellung wurde aufgrund des aufklärerischen Hintergrundes eingestellt.